# USS LST-843
O USS LST-843 foi um navio de guerra norte-americano da classe LST que operou durante a Segunda Guerra Mundial.